# The Process Church of The Final Judgment
The Process Church of the Final Judgment, (engl.: Prozess-Kirche des Jüngsten Gerichts), teilweise auch als Process Church bezeichnet, war eine religiöse Gruppierung, die in den 1960er und 1970er Jahren großen Zulauf hatte und von dem englischen Paar Mary Anne und Robert DeGrimston gegründet wurde. Die Gruppe selbst hatte sich als eine selbständige Splittergruppe von der Scientology Church mit Sitz in London abgesetzt. Die Anhänger der Gruppe wurden deshalb vom Scientology-Chef L. Ron Hubbard zu Unterdrückenden Personen („suppressive persons“) erklärt und ausgestoßen. 1966 siedelte die Gruppe nach Xtul auf der mexikanischen Halbinsel Yucatan, wo sie ihre „processean“-Theologie erfanden. Später gründeten sie ihr neues Zentrum in New Orleans in den USA.

## Geschichte
Im April 1974, nach seiner Scheidung von seiner Frau Mary Anne, wurde „the Teacher“ Robert DeGrimston, von der Gruppe ausgestoßen. Die Gruppierung lehnte nun The Unitiy, DeGrimstons Darstellung der von oben eingegebenen Lehren und die meisten seiner anderen Lehren ab. DeGrimston versuchte einige Male, die Process Church erneut zu beleben, allerdings konnte er seine alte Anhängerschaft nicht wieder um sich scharen. Nachdem DeGrimston ausgeschlossen worden war, änderte die Gruppe ihren Namen in Foundation Church of the Millenium. Die meisten alten Anhänger folgten 1968 Gilles Deleuze und seiner „Anti-Oedipus-Bewegung“. 1978 benannte sich die Gruppe um in Foundation Faith of the Millenium und 1993 in Foundation Faith of God. Später benannte sie sich noch einmal um in Best Friends Animal Society.

## Satanismus und Charles Manson
Die Anhänger der „Process Church of The Final Judgment“ wurden oft als Satanisten angesehen, weil sie sowohl Jesus Christus als auch Satan anbeteten. Sie glaubten, dass Satan sich am Ende aller Tage mit Christus aussöhnen werde und diese dann zusammen das Jüngste Gericht über die Menschheit halten würden, Christus, um zu richten, und Satan, um zu exekutieren. Vincent Bugliosi, der Staatsanwalt, der gegen Charles Manson ermittelte, schrieb in seinem Buch Helter Skelter, dass Mansons Weltanschauung durch die Philosophie der Process Church beeinflusst worden sei. Mitglieder der Church sollen Manson im Gefängnis besucht haben. Angeblich hätten diese Besuche bezweckt, Manson zu befragen, ob er irgendwelche Kontakte zu Mitgliedern der Church hatte oder ob er jemals Literatur von ihnen gelesen habe. Die Gruppe selbst schrieb einen Artikel über Manson und die Gefängnisbesuche in der Spezialedition des Process Magazines mit dem Titel „Death“.

## Theologie
Nach Eigendarstellung der „Process Church“ ereignete sich in Xtul erstmals das so genannte Channeln von Botschaften von Gott. Von da an war Jehova der einzige zu würdigende Gott für die Gruppe. Später entstand die Lehre der Three Great Gods of the Universe, die Jehova, Luzifer und Satan sein sollten, und Christus als deren Abgesandter. Diese drei Gottheiten repräsentieren nach dieser Lehre drei Grundmuster der menschlichen Wahrnehmung bzw. Einstellung zur Welt:
- Jehova ist der zornige Gott der Rache und Vergeltung, der Disziplin, Courage und Rücksichtslosigkeit verlangt. Außerdem möchte er eine vollkommene Ausrichtung des Menschen auf Pflichten, Reinheit und Selbstverleugnung.
- Luzifer, der Träger des Lichts, treibt seine Anhänger demnach dazu an, ihr Leben zu genießen, zu versuchen, Erfolg im Leben zu haben, liebevoll und nett miteinander umzugehen und in Frieden und Harmonie mit allen anderen zu leben.
- Satan, der Verkünder der transzendenten Seelen und der beschädigten Körper soll seinen Anhängern zwei sich widersprechende Eigenschaften eingegeben haben: 1. der Versuch, allen leiblichen Versuchungen zu entsagen und so ganz Seele zu werden, und 2. allen menschlichen Gelüsten nachzugeben und so ganz Körper zu werden. (Zwei konträre „Heilswege“, die als Konsequenz einer dualistisch-religiösen Kosmologie auch schon von gnostischen Sekten seit der Antike bekannt sind.)

Die Process Church glaubt, dass alle drei göttlichen Realitäten in jedem Menschen existieren. Die hauptsächliche Lehre ist allerdings die Einheit von Christus und Satan als Unität zweier Gegensätze. Außerdem existieren noch Jehova und Luzifer als Gegensatzpaar. Wenn Christus und Satan beim Jüngsten Gericht zusammenkommen, werden sich auch Jehova und Luzifer vereinigen.